# Aoki Ryūzan
Aoki Ryūzan (japanisch 青木 龍山, eigentlich Aoki Hisashige (青木 久重); geboren 18. August 1926 in Arita (Präfektur Saga); gestorben 23. April 2008) war ein japanischer Kunsttöpfer.

## Leben und Wirken
Aoki Ryūzan wurde als ältester Sohn eines Porzellanhändlers in Arita geboren. 1951 machte er seinen Abschluss als Maler im Nihonga-Stil an der Kunsthochschule Tama. Zunächst war er Lehrer an verschiedenen Schulen, bis ihn sein Vater zurückrief, weil er ihn in der Firma brauchte. Aoki baute dann seinen eigenen Brennofen und begann Keramik zu produzieren.
Aoki gehörte zu den Töpfern, die nicht das „Handgemachte, Unrunde“ betonen, sondern die perfekte Keramik anstreben. Er stellte auf der „Nitten“ aus und wurde 1982 Mitglied der Trägervereinigung. 1991 wurde er von der Akademie der Künste für sein Werk „Kosa no mai“ (胡沙の舞), etwa „Tanz einer Staubwolke“, ausgezeichnet. 1992 wurde er Mitglied der Akademie.
1999 wurde Aoki als Person mit besonderen kulturellen Verdiensten geehrt und 2005 mit dem Kulturorden ausgezeichnet.
Sein ältester Sohn, Aoki Kiyotaka (青木 清高; 1957–2015) leitete nach Ryūzans Tod die Töpferei.